# 403 v. Chr.
Portal Geschichte | Portal Biografien | Aktuelle Ereignisse | Jahreskalender | Tagesartikel

◄ |
6. Jahrhundert v. Chr. |
5. Jahrhundert v. Chr. |
4. Jahrhundert v. Chr. |
►

◄ | 420er v. Chr. | 410er v. Chr. | 400er v. Chr. | 390er v. Chr. |
380er v. Chr. |
►

◄◄ | ◄ | 406 v. Chr. | 405 v. Chr. | 404 v. Chr. | 403 v. Chr. |
402 v. Chr. |
401 v. Chr. |
400 v. Chr. |
► |
►►

## Ereignisse

### Politik und Weltgeschehen

#### Griechenland
- März: Die Herrschaft der Dreißig in Athen endet. Die Demokratie wird durch Thrasybulos wiederhergestellt.

#### China
- Zur Zeit der Streitenden Reiche wird der chinesische Staat Jin in die Staaten Wei, Zhou und Han geteilt.

### Wissenschaft und Technik
- Im babylonischen Kalender fällt der Jahresbeginn des 1. Nisannu auf den 24.–25. März[1]; der Vollmond im Nisannu auf den 7.–8. April[1] und der 1. Tašritu auf den 18.–19. September[1].

## Geboren
- 404/403 v. Chr.: Ariarathes I., Herrscher von Kappadokien († 322 v. Chr.)

## Gestorben
- Autolykos, athenischer Athlet und Opfer der Herrschaft der Dreißig
- Charikles, athenischer Feldherr, Politiker und Oligarch
- Charmides, athenischer Feldherr, Politiker und Oligarch
- Chremon, athenischer Politiker und Oligarch
- Kritias, athenischer Dichter, Politiker und Oligarch
- Menestratos, athenischer Bürger und Denunziant
- Satyros, athenischer Politiker und Oligarch